# Nad przepaścią (powieść)
Nad przepaścią – współczesna powieść obyczajowa Józefa Ignacego Kraszewskiego z 1887 roku.
Napisana w lipcu 1884 roku podczas więzienia autora w twierdzy w Magdeburgu. Początkowo publikowana w „Dzienniku Polskim”, 1887, nr 86–130; wydanie książkowe ukazało się w 1887 roku nakładem księgarni H. Altenberga we Lwowie. 

## Publikacje
Powieść nie była potem wznawiana, nie doczekała się również szerszych analiz w literaturze fachowej. Może to wynikać z faktu, że w bibliotekach na świecie zachowało się stosunkowo niewiele jej egzemplarzy. Jeden jest przechowywany w Bibliotece Jagiellońskiej, drugi w Columbus, trzeci zaś w Lwowskiej Narodowej Naukowej Bibliotece Ukrainy im. Wasyla Stefanyka. Wersja elektroniczna powieści ukazała się w kwietniu 2021 w serwisie Wikiźródła.
Przekład czeski (Nad propasti [Morituri]) autorstwa Karela V. Rypáčka, z ilustracjami Josefa Koči i nakładem Josefa R. Vilímka, wydano w Pradze w 1913 i 1920.

## Tło powstania
Od 26 maja 1884 roku Kraszewski przebywał w twierdzy w Magdeburgu wskutek procesu, toczącego się w Lipsku w dniach 12–19 maja. Podstawą było oskarżenie pisarza i Franciszka Hentscha (pracownika administracji telegrafów) o szpiegostwo na rzecz rządu francuskiego. W sprawę zaangażowany był sam Otto von Bismarck, którego list odczytano na rozprawie sądowej. Pisarza skazano na trzy i pół roku twierdzy i właśnie wtedy powstała powieść Nad przepaścią.

## Treść
Akcja powieści rozgrywa się w Warszawie. Główny bohater, trzydziestokilkuletni Aureli Żabiec, typ utracjusza i dekadenta, pragnie popełnić samobójstwo, które zostaje zaniechane z powodu przybycia dawnej znajomej, służącej domu Żabców, panny Salomei. Widząc, w jakiej go zastała sytuacji, zabiera mu strychninę i rewolwer i obiecuje, że jeśli w ciągu miesiąca Żabiec nie zmieni zdania i swojego położenia, które doprowadziło go do tego, co zobaczyła, odda mu je.
Powieść opowiada o wahaniach, wątpliwościach i błądzeniu Aurelego w poszukiwaniu własnej drogi i chęci zmiany dotychczasowego życia. Ważną rolę odgrywa w nich przypadek: wygrana w karty, stosunki z ciotką Winnicką, pojawienie się hrabiny Eleonory, dawnej miłości Aurelego, wreszcie samej Salomei. Ostatecznie Aureli zmienia się – osiada w Maczkach pod Warszawą i oddaje się tam pracy, odcinając się od swojej przeszłości.

## Recepcja
W 1888 roku, czyli świeżo po publikacji książkowej, ukazały się dwie recenzje tej powieści.
Recenzent „Prawdy” ocenia utwór w sposób pozytywny jako dzieło dojrzałego pisarza. Zwraca uwagę na warunki, w jakich powstawała owa powieść, dostrzega pośpiech w jej tworzeniu, a więc m.in. niekonsekwencję wydarzeń, szkicowość postaci, papierową motywację działań bohaterów. Stwierdza on w pewnym momencie:

Kraszewski nie przeglądał tego, co napisał, bo wiecznie trawiła go gorączka druku.

Traktuje powieść Kraszewskiego jako sposób ucieczki więźnia do rzeczywistości, jaką zapamiętał, przebywając na wolności. Całość zostaje jednak oceniona w sposób pozytywny jako dzieło dojrzałego pisarza.
W warszawskim „Życiu” recenzent również zwraca uwagę na brak pogłębionej psychologii postaci, zauważa jednak:

Dawniejszemi laty bohaterowie jego, mimo iż do życia i szczęścia posiadali wszelkie prawa, ginęli najczęściej nie z winy własnej, niby drzewa burzą nadłamane. Teraz, przeciwnie, stwarza postać Aurelego Żabca, pasożyta, światowca, gracza, który przecież wkońcu wychodzi na porządnego człowieka.